# Ángel Acciaresi
Ángel Acciaresi  (Buenos Aires, Argentina, 26 de marzo de 1908) fue un director de cine que desarrolló su actividad en su país. En 1936 comenzó a trabajar en los estudios Lumiton como peón en la película dirigida por Manuel Romero, Los muchachos de antes no usaban gomina. Más adelante fue asistente de diversos directores –Lucas Demare, Hugo del Carril, Armando Bo, Kurt Land, Enrique Carreras - y en 1961 dirigió su primer filme, la coproducción con Brasil, Tercer mundo al que siguieron otras películas. También figura en los créditos de  Las aventuras de Pikín  (1977) como codirector pero solo estuvo tres días en el rodaje.

## Filmografía
Director
- Sujeto volador no identificado   (abandonada) (1980)
- Hasta siempre Carlos Gardel   (abandonada) (1973)
- Un gaucho con plata   (1970)
- El bulín   (1969)
- Tercer mundo   (1961)
- Festival de Río Hondo    (cortometraje) (1959)
- Milagro en el Delta   (cortometraje) (1955)

Argumentista
- La pandilla aventurera   (1987)
- Hotel de señoritas   (1979)

Asistente de dirección
- Una viuda descocada (1980) dir. Armando Bo
- Insaciable (1979) dir. Armando Bo
- Intimidades de una cualquiera (1974) dir. Armando Bo
- Tacuara y Chamorro, pichones de hombre(1967) dir. Catrano Catrani
- La mujer de mi padre (1967) dir. Armando Bo
- La señora del intendente (1967) dir. Armando Bo
- Socia de alcoba  (1962) dir. George M. Cahan
- Favela  (1961) dir. Armando Bo
- Obras maestras del terror (1960) dir. Enrique Carreras
- El asalto  (1960) dir. Kurt Land
- Primavera de la vida o Livets vår (1958) dir. Arne Mattson  (coproducción con Suecia)
- Sección desaparecidos (1958) dir. Pierre Chenal
- La muerte en las calles (1957)  dir. Leo Fleider
- Pecadora (1956) dir. Enrique Carreras
- Ensayo final (1955)  dir. Mario Lugones
- En carne viva (1955) dir. Enrique Cahen Salaberry
- Pobre pero honrado (1955) dir. Carlos Rinaldi
- La delatora  (1955) dir. Kurt Land
- Detective  (1954) dir. Kurt Land
- El hermoso Brummel  (1951) dir. Julio Saraceni
- Los isleros (1951)  dir. Lucas Demare
- La otra y yo  (1949) dir. Antonio Momplet
- La serpiente de cascabel (1948)  dir. Carlos Schlieper
- Historia del 900 (1948)  dir. Hugo del Carril